# Arrephoros

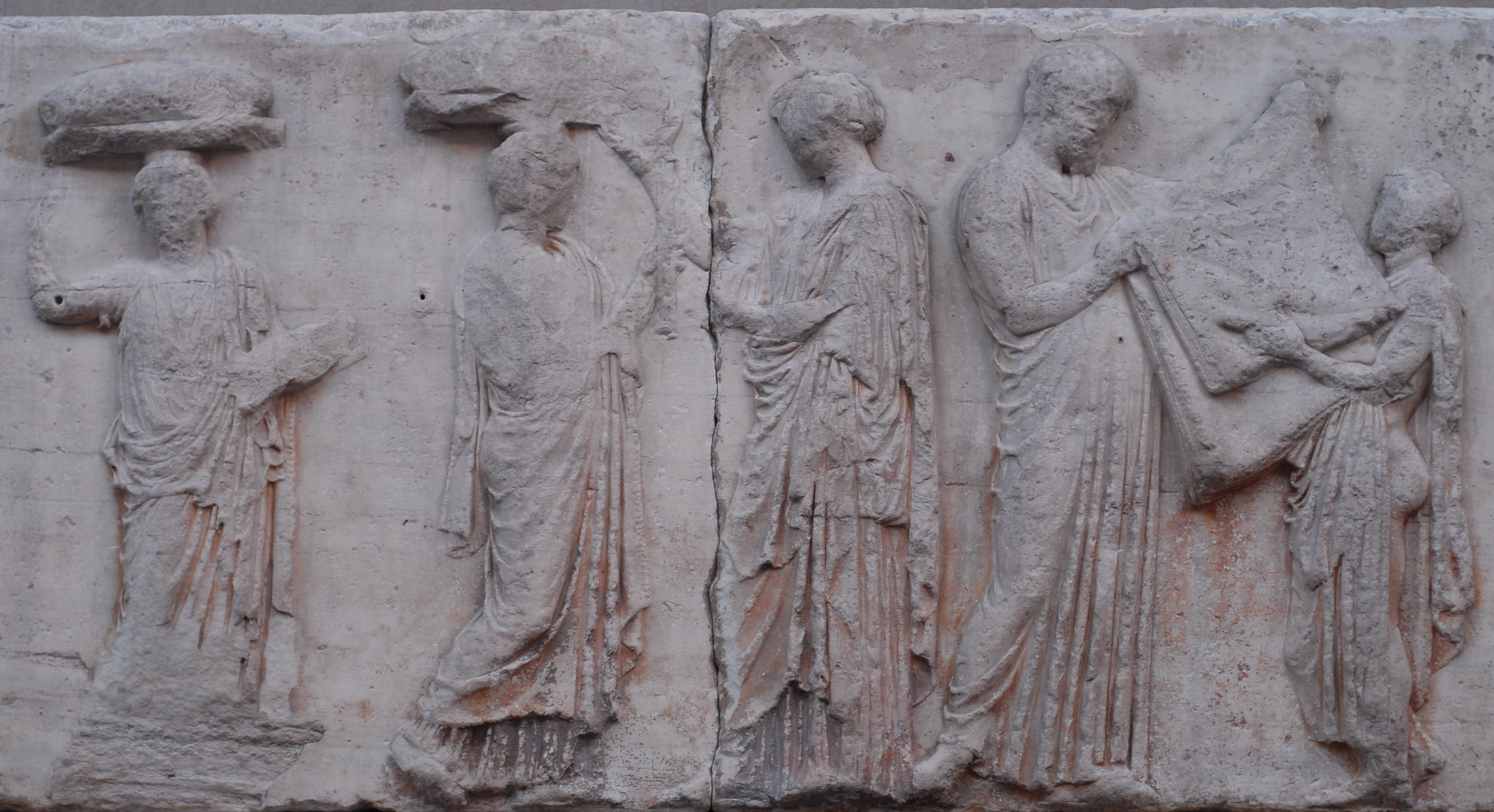
De arrephoroi afgebeeld op het fries van het Parthenon, onderdeel van de Elgin marbles in het British Museum te Londen

Een arrephoros (Oud-Grieks: ἁρρηφόρος) was in de Griekse oudheid een jong meisje in Athene dat speciale taken vervulde in dienst van de godin Athena Polias.

## Taken
Er waren steeds vier arrephoroi of arrephoren, meisjes van tussen de 7 en 12 jaar, in het wit gekleed, die werden uitgekozen door de archon basileus. Ze hadden als taak te beginnen met het weven van de peplos (het gewaad) voor het beeld van Athena Polias. Tijdens het festival van de Chalkeia werd de schering op het weefgetouw opgezet door de priesteres van Athena samen met de arrephoren, waarna ‘ergastinai’ (werkvrouwen) de peplos afmaakten. Negen maanden later, tijdens de Panathenaeën, werd de oude peplos van Athena vervangen door de nieuwe. Eens in de vier jaar, bij de Grote Panathenaeën, werd een extra grote peplos geweven, zo groot dat hij als zeil werd vastgemaakt op het Panathenaeïsche schip, dat op wielen werd voortgerold.
Twee van de arrephoren woonden een tijdlang in een speciaal huis op de Akropolis van Athene, het Arrephorion.Tijdens het festival van de Arrephoria voerden ze ’s nachts een ritueel uit waarbij ze van de priesteres van Athena dingen op hun hoofd te dragen kregen waarvan noch zij, noch de priesteres wist wat het was. De meisjes daalden door een natuurlijke onderaardse gang af naar het heiligdom van Aphrodite in de Tuinen. Daar lieten ze datgene wat ze droegen achter en kregen ze iets anders wat ze bedekt weer naar boven brachten. Hierna werden de meisjes vrijgelaten en opgevolgd door twee anderen.
Of de meisjes een heel jaar in het arrephorion woonden of korter is niet duidelijk. In ieder geval was er een ruimte voor balspel, wat suggereert dat ze er lang verbleven. Ook is onduidelijk waar de twee andere meisjes verbleven en wat hun bezigheden precies waren; misschien waren ze eerst een jaar in opleiding.
In de hellenistische periode plaatsten ouders standbeelden van hun dochters die arrephoros waren geweest op de Akropolis. De bases van enkele beelden zijn bewaard gebleven.

## Afbeelding op het Parthenonfries
Er is een scène op het fries van het Parthenon (zie afbeelding) waarvan algemeen wordt aangenomen dat de arrephoroi erop staan afgebeeld. Ze staan aan weerszijden van een vrouw die waarschijnlijk de priesteres van Athena is. Links staan twee meisjes met manden op hun hoofd. Ze stellen kennelijk de arrephoren voor die tijdens de nachtelijk tocht van de Arrephoria naar het heiligdom van Aphrodite gaan. Rechts van de vrouw in het midden staat een man die mogelijkerwijze de archon basileus voorstelt. Hij neemt de peplos in ontvangst van een jong meisje, nog een arrephoros.

## Referentie
- Matthew Dillon, Girls and women in classical Greek religion, London, etc: Routledge 2003, 57-60 (Google books)